# Луций Тремелий Скрофа
Луций Тремелий Скрофа (на латински: Lucius Tremelius Scrofa; Lucius Tremellius Scrofa) е политик на Римската република през 2 век пр.н.е. Произлиза от клон Тремелий Скрофа на фамилията Тремелии.
През 143 или 142 пр.н.е. Луций Тремелий Скрофа е квестор на претор Авъл Лициний Нерва, който през 142 пр.н.е. е управител на римската провинция Македония. Той е генерал във войната срещу Филип II Македонски.
Той е баща на Гней Тремелий Скрофа (претор ок. 100 пр.н.е.), и дядо на Гней Тремелий Скрофа (квестор 73/71 пр.н.е.).